# 狭叶卷柏
狭叶卷柏（学名：Selaginella mairei）为卷柏科卷柏属下的一个种。

## 扩展阅读
- 維基物種上的相關：狭叶卷柏